# Warsy
Warsy é uma comuna francesa na região administrativa de Altos da França, no departamento de Somme. Estende-se por uma área de 2,98 km². Em 2010 a comuna tinha 150 habitantes (densidade: 50,3 hab./km²).